# La Chapelle-Moutils
La Chapelle-Moutils é uma comuna francesa localizada na região administrativa da Île-de-France, no departamento Sena e Marne. A comuna possui 280 habitantes segundo o censo de 1990.